# PGC 93079
LEDA/PGC 93079 ist eine elliptische Galaxie vom Hubble-Typ E im Sternbild Fische auf der Ekliptik, die schätzungsweise 226 Millionen Lichtjahre von der Milchstraße entfernt ist. Mit NGC 414 bildet sie ein gravitativ gebundenes Galaxienpaar.

Im selben Himmelsareal befinden sich u. a. die Galaxien NGC 407, NGC 410, IC 1636, IC 1638.